# 勒潘米尔莱
勒潘米尔莱（法語：Le Pin-Murelet，法語發音：[lə pɛ̃ myʁlɛ]）是法国上加龙省的一个市镇，属于米雷区。

## 地理
勒潘米尔莱（43°24'4"N, 1°1'4"E）面积12.04 平方千米，位于法国奧克西塔尼大區上加龙省，该省份为法国西南部内陆省份，西南端与西班牙接壤，自此顺时针与上比利牛斯省、热尔省、塔恩-加龙省、塔恩省、奥德省和阿列日省接壤。
与勒潘米尔莱接壤的市镇（或旧市镇、城区）包括：莫内斯、洛蒂尼亚克、普拉尼奥勒、萨雅、莱蒙、蒙珀扎。

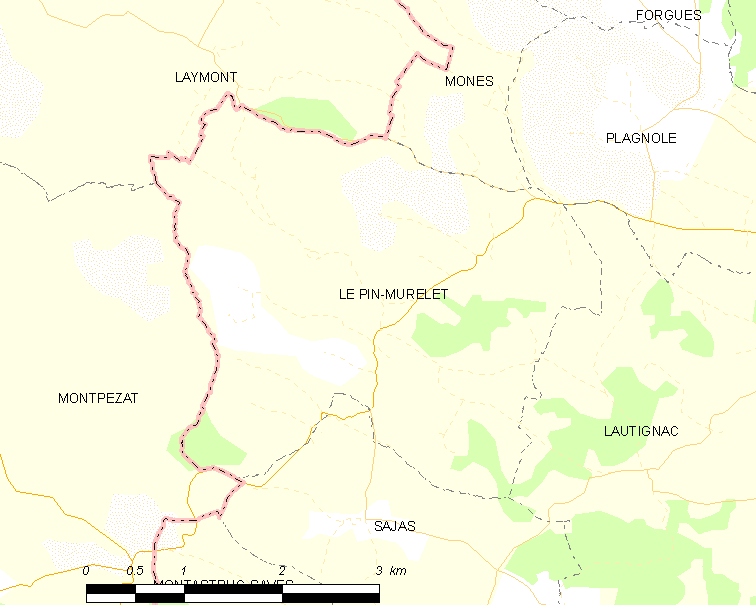
勒潘米尔莱的OSM定位图

勒潘米尔莱的时区为UTC+01:00、UTC+02:00（夏令时）。

## 行政
勒潘米尔莱的邮政编码为31370，INSEE市镇编码为31419。

## 政治
勒潘米尔莱所属的省级选区为卡泽尔县。

## 人口

1962-2008年间勒潘米尔莱人口变化图示

勒潘米尔莱于2022年1月1日时的人口数量为166人。